# Commandos noirs
Les Commandos Noirs sont une expérience militaire tentée en 1956 pendant la guerre d'Algérie par le colonel Roger Barberot pour renouveler les méthodes de combat de l'armée face au FLN. Cette expérience visait à la constitution d'unités légères dont l'objectif était la collecte d'informations de nature politique et militaire, en opérant par « nomadisation » au sein de la population, et en favorisant le contact avec celle-ci. Bien que ces commandos aient obtenu des résultats tangibles durant leur courte existence, l'expérience prit fin avec le départ de ses créateurs. Jean-Jacques Servan-Schreiber, qui servit dans l'unité, a relaté de manière romancée l'expérience des « Commandos Noirs » dans son livre Lieutenant en Algérie.

## Naissance des Commandos Noirs
Sans être une unité officiellement constituée au sein de l'armée française, les « commandos noirs » naissent le 15 septembre 1956 en Algérie, sous l'impulsion du colonel Roger Barberot. Ce dernier, volontaire rappelé et compagnon de la Libération, a pris le commandement d'une demi-brigade de rappelés de l'armée de l'air, qui a pris position entre la plaine d'Alger et les Aurès au mois d'aout 1956. Barberot constate que le mode opératoire de l'armée est inadéquat avec la situation militaire. La stratégie de postes militaires isolés, couplés avec des opérations offensives classiques, n'a donné pour lui aucun résultat contre les insurgés du FLN. Cette même stratégie mobilise un grand nombre d'effectifs (2/3 sont affectés à des fonctions non combattantes), et les expose, lors des opérations de ravitaillement, à des actions aisées pour l'adversaire; enfin et surtout, aucun contact n'existe avec la population, ce qui offre au FLN une totale liberté d'action en son sein. Constatant cet état de fait, il suggère la création « d'unités légères, au maximum de huit hommes, spécialement encadrées et entraînées, disposant d'interprètes et de liaisons radio entre elles et avec l'arrière, susceptibles de se ravitailler sur le pays en achetant eau et nourriture dans les villages et ainsi capables d'opérer dans un large rayon d'action en se camouflant le jour et en marchant la nuit. Capables de se rassembler rapidement ou de se disperser, ces patrouilles légères doivent se fondre dans le paysage et avoir un équipement spécial : djellabas, turbans. » Ces unités doivent permettre de collecter des informations destinées aux opérations contre les insurgés, qui seront ensuite utilisées par des unités plus importantes dans le cadre d'actions militaires offensives ciblées. Aucune fonction de combat ne leur est demandée, leur action devant porter sur le renseignement et l'action psychologique. Sur le terrain, le colonel Barberot confiera la responsabilité des Commandos Noirs aux capitaines Louis Fournier et Léon Delbecque.
Les Commandos Noirs s'inscrivent dans un projet plus large impulsé par le supérieur de Barberot, le colonel Jacques Paris de Bollardière et le capitaine Léon Delbecque. Celui-ci souhaite mettre en œuvre concrètement les directives du gouvernement en développant un plan ambitieux d'infrastructures au profit de la population. Il soutient son subordonné, et tous deux reçoivent aussi l'appui de l'État-Major et du général Manceaux-Deniau (avec l'aval du commandant de l'Armée Lorillot).

## Action
Les premières unités sont constituées de volontaires. Leur motivation porte autant sur le contenu nouveau de l'expérience que la volonté de sortir de la routine des postes. Il leur est demandé de signer l'engagement suivant :
"J'accepte de servir dans une équipe de commandos nomades, dont la mission est de rétablir un climat de confiance dans la population algérienne et de créer les conditions d'insécurité pour les fellagha. Je sais que ces équipes légères auront à subsister et éventuellement à se défendre par elles-mêmes, pendant plusieurs jours et plusieurs nuits, en parcourant des terrains difficiles. Je mesure ce risque et je l'accepte. Je m'engage en outre, sur l'honneur, à respecter les règles des commandos nomades : tout musulman sera considéré par moi comme un ami et non comme un suspect, sauf preuve du contraire. Je mesure aussi le risque supplémentaire que cette règle, indispensable à la réussite de notre mission, me fait courir et je l'accepte pleinement.". 
Chaque unité comprend un officier, un sous-officier, trois hommes de troupe et un interprète. Leur sécurité est assuré par des unités placées en arrière, disponibles en cas d'accrochages avec l'ennemi. Chaque retour de mission fait l'objet d'un rapport détaillé, portant sur les positions et villages visitées, l'état d'esprit de la population, les réclamations et travaux possibles, les renseignements sur les activités rebelles. 
Les premières opérations donnent satisfaction, et le nombre de volontaires s'accroit. Le secteur connaît une accalmie, et le FLN constate lui-même la popularité des commandos au sein de la population. L'expérience est suivie avec attention par l'état-major d'Alger et par le résident général Robert Lacoste, qui visite l'unité le 8 novembre 1956. Une publicité large est faite dans les journaux, et il est demandé à l'unité de défiler le 11 novembre. Le haut-commandement freine toutefois l'expérience dans sa dimension originale (tenue, acte d'engagement), et cherche à le faire entrer dans un cadre d'unité plus classique.

## Fin et bilan
Malgré des succès initiaux, la démobilisation des premiers appelés menace l'expérience, Bollardière et Barberot s'opposent de plus en plus à d'autres éléments de l'armée et à certains pieds-noirs. Le capitaine Louis Fournier a été fiché comme "dangereux extrémiste" par la Sécurité militaire pour avoir pris la défense d'ouvriers musulmans, les seuls parmi d'autres ouvriers européens à être licenciés sur un chantier militaire.
La publication des articles de Jean-Jacques Servan-Schreiber, la prise de position de Bollardière contre la torture et sa mise aux arrêts entraînent la démission de Roger Barberot en avril 1957. 
L'expérience des commandos noirs, qui n'ont jamais connu de statut officiel, s'arrête. 
À certains égards, l'expérience préfigure la stratégie que mettra en œuvre le général Challe avec ses commandos de chasse, même si ces derniers sont avant tout orientés vers le combat militaire plus que vers les objectifs politiques.